# Lola Glaudini
Lola Glaudini (født 24. november , 1971) er en amerikansk skuespiller. Hun gik på Bard College.

## Filmografi
- New York Cops – NYPD Blue (1996-1999)
- Groove (2000)
- Blow (2001)
- The Sopranos (2001-2004)
- King of Queens (2002)
- 7 Songs (2003)
- Monk (2003)
- Las Vegas (2004)
- Medical Investigation (2005)
- Crossing Jordan (2005)
- Emergency Room (2005)
- Invincible (2006)
- Criminal Minds (2005-2006)